# Farncomb (U-Boot)
Die HMAS Farncomb (SSG 74) ist das zweite gebaute U-Boot der australischen Collins-Klasse.
Das Schiff trägt den Namen des australischen Konteradmirals Harold Farncomb. Farncomb befehligte im Zweiten Weltkrieg mehrere alliierte Kriegsschiffe und Einsatzgruppen.
Das U-Boot wurde 1991 in Osborne bei Adelaide auf Kiel gelegt und 1998 in Dienst gestellt.